# Henryk Łasak

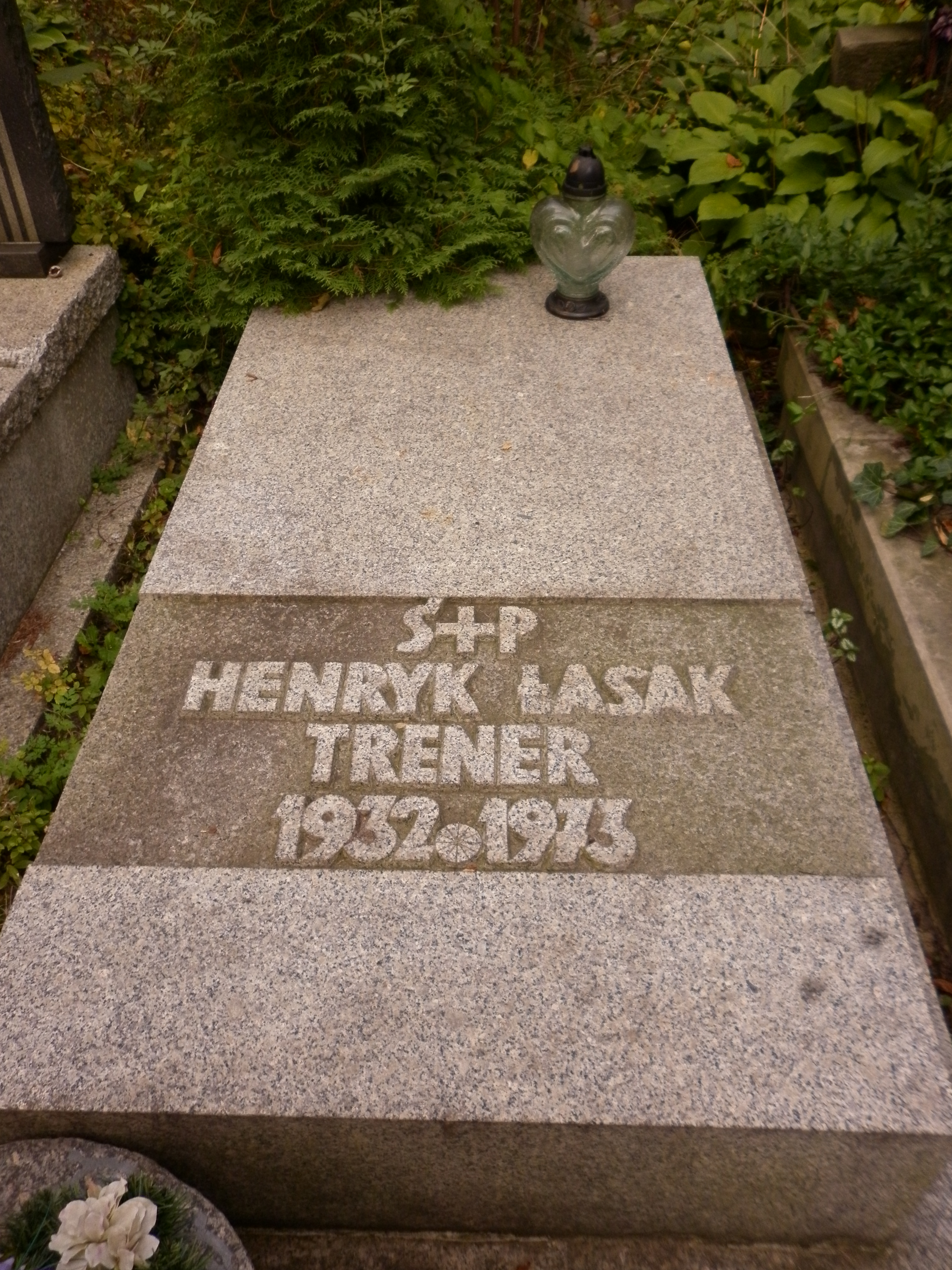
Grabstein von Henryk Łasak

Henryk Ryszard Łasak (* 17. Februar 1932 in Warschau; † 5. Januar 1973 in Skomielna Biała) war ein polnischer Radrennfahrer und Nationaltrainer im Radsport.

## Sportliche Laufbahn
Łasak war im Straßenradsport und im Querfeldeinrennen (heutige Bezeichnung Cyclocross) aktiv. Er startete für den Verein Gwardia Warszawa. Sechsmal gewann er Medaillen bei den nationalen Meisterschaften in verschiedenen Disziplinen des Radsports. Mit Gwardia gewann er zweimal die Silbermedaille (1952, 1953) und zweimal die Bronzemedaille im Mannschaftszeitfahren. 1956 belegte er den 3. Platz in der Meisterschaft im Querfeldeinrennen und im Straßenrennen. Zweimal bestritt er die Internationale Friedensfahrt. 1954 wurde er 25. und 1955 47. 1953 gewann er mit seinem Team die Goldmedaille in der Mannschaftswertung der Weltmeisterschaften der Studenten. 
1965 wurde Łasak Nationaltrainer Polens für den Straßenradsport. Unter seiner Führung errangen polnische Fahrer die erste Medaille bei den Straßenradsport-Weltmeisterschaften 1971 (Bronze im Mannschaftszeitfahren) und die erste Medaille bei den Olympischen Sommerspielen 1972 (Silber im Mannschaftszeitfahren). Dazu kamen Ryszard Szurkowskis Siege 1971 und 1972 in der Internationalen Friedensfahrt. Weitere bedeutende internationale Erfolgen holten in seiner Zeit als Nationaltrainer: Stanisław Szozda, Jan Magiera, Zygmunt Hanusik, Zenon Czechowski, Lucjan Lis, Edward Barcik, Jan Smyrak und Janusz Kowalski. Łasak kam am 5. Januar 1973 in Skomielna Biała bei einem Autounfall ums Leben. In Skomielna Biała wurde das örtliche Gymnasium nach ihm benannt.
1972 erhielt er das Ritterkreuz des Ordens Polonia Restituta. Seit 1999 wird ihm zu Ehren das Straßenrennen Memoriał Henryka Łasaka in Sucha Beskidzka ausgetragen.